# Eugène Ekéké
Eugène Ekéké (Bonabéri, Camerún; 30 de mayo de 1960) es un exfutbolista camerunés que jugaba en la posición de delantero. Actualmente es comentarista de los partidos de Camerún en la ciudad de Douala.

## Carrera

### Club
Inicío su carrera en Francia en 1982 con el Racing Club de France Football con quien anotó 25 goles en 55 partidos en cuatro años con el club. En 1986 viaja a Bélgica para jugar con el KSK Beveren con el que anotó un gol en 16 partidos en la única temporada en la que estuvo en el club.
En 1987 regresa a Francia para jugar con el Quimper KFC, equipo con el que anotó 10 goles en 45 partidos en dos años con el equipo. En 1989 ficha con el Valenciennes FC, equipo con el que anotó 15 goles en 91 partidos hasta 1992.
En 1992 ficha con el US Maubeuge, con el que anotó un gol en 41 partidos hasta su retiro en 1997.

### Selección nacional
Jugó para Camerún de 1980 a 1992 donde jugó en 16 partidos y anotó dos goles, uno de ellos, el muy recordado, en la Copa Mundial de Fútbol de 1990, en el partido ante Inglaterra por los cuartos de final. Ganó el título de la Copa Africana de Naciones 1988 y estuvo en las ediciones de 1984, 1990 y 1992, además de los Juegos Olímpicos de Los Ángeles 1984.

## Logros
- Copa Africana de Naciones: 1

1988